# Teresztenye, Borsod-Abaúj-Zemplén
Teresztenye este un sat în districtul Edelény, județul Borsod-Abaúj-Zemplén, Ungaria, având o populație de 30 de locuitori (2011). 

## Demografie
Componența etnică a satului Teresztenye
     Maghiari (100%)
Componența confesională a satului Teresztenye
     Reformați (33,33%)
     Fără religie (20%)
     Romano-catolici (10%)
     Necunoscută (36,67%)
Conform recensământului din 2011, satul Teresztenye avea 30 de locuitori. Din punct de vedere etnic, majoritatea locuitorilor (100,0%) erau maghiari. Nu există o religie majoritară, locuitorii fiind reformați (33,33%), persoane fără religie (20,0%) și romano-catolici (10,0%). Pentru 36,67% din locuitori nu este cunoscută apartenența confesională.